# Hank Garland
Walter Louis „Hank“ Garland (* 11. November 1930 in Cowpens, South Carolina; † 27. Dezember 2004 in Orange Park, Florida) war ein US-amerikanischer Jazz- und Country-Gitarrist.  Er wurde dem Nashville A-Team, einer Gruppe äußerst aktiver und gefragter Studiomusiker, zugerechnet.

## Leben
Hank Garland lernte in sehr jungen Jahren das Gitarrespielen. Bereits 1945, als Garland 15 Jahre alt war, hörte ihn zufällig der Musiker Frank Howard von den Arkansas Cotton Pickers in einem Cowpenser Club Gitarre spielen. Howard engagierte Garland sofort für die Grand Ole Opry. Garlands beginnende Karriere wurde jedoch kurz darauf unterbrochen, als die amerikanische Musikergewerkschaft monierte, dass er zu jung für professionelle Arbeit sei und ihm Auftritte vorerst untersagte. An seinem 16. Geburtstag holte ihn Howard erneut in seine Musikshow – der Beginn von Garlands Musikerkarriere. Seinen ersten eigenen Hit hatte er mit 19 Jahren im August 1949 mit dem Instrumentaltitel Sugar Foot Rag, der später zu einem Evergreen wurde.
Nach Auftritten in der Country-Musik-Szene von Nashville verweilte Garland eine Weile in der Rock-’n’-Roll-Szene, bevor er sich dem Jazz widmete. Stilistisch orientierte er sich dabei am Jazz-Gitarristen Charlie Christian. Garland bekam zahlreiche Engagements in New Yorker Jazzclubs. In den 1950er-Jahren nahm Garland mehrere Jazzplatten auf und spielte im bekannten New Yorker Club Birdland zusammen mit Charlie Parker. Sein Album Jazz Winds from a New Direction, das er 1961 für Columbia Records aufnahm, war das Plattendebüt des 17-jährigen Vibraphonisten Gary Burton, der auch an der Komposition Three, Four, the Blues mitwirkte.
Hank Garland war einer der eher unbekannten US-amerikanischen Musiker, da er sich stets im Hintergrund hielt. Dennoch spielte er eine bedeutende Rolle in der US-amerikanischen Country-Szene Nashvilles. Er war Studiomusiker bei Aufnahmen bekannter Sänger wie Elvis Presley, Roy Orbison, den Everly Brothers und Patsy Cline und als Studiogitarrist an Hits wie It’s Now or Never, Are You Lonesome Tonight, Only the Lonely (Know the Way I Feel) oder Walk on By beteiligt.
Ein schwerer Autounfall im September 1961, bei dem er Teile seines Gedächtnisses und seiner motorischen Koordination verlor, beendete Garlands Karriere. Er konnte nicht mehr an seine früheren Erfolge anknüpfen. Jahrelang prozessierte er um entgangene Kompositions-Tantiemen und starb 2004 im Alter von 74 Jahren in Orange Park, Florida. 2008 wurde Garlands Leben unter dem Titel Crazy – Discover a Legend mit Waylon Payne in der Hauptrolle verfilmt.

## Diskografie
- After the Riot in Newport (mit The Nashville All-Stars, RCA, 1960)
- Velvet Guitar (Harmony, 1961)
- Jazz Winds From a New Direction (mit Gary Burton, Philips, 1961)
- The Unforgettable Guitar of Hank Garland (Columbia, 1962)
- Subtle Swing (2004)